# Das Chorwerk
Das Chorwerk ist eine Chormusikreihe mit historischen Chorwerken, die seit 1929 erscheint (1929–1938; 1956 ff.), zunächst im Kallmeyer Verlag in Wolfenbüttel u. a., dann bei dessen Nachfolger, dem Möseler Verlag in Wolfenbüttel und Zürich. Der derzeit letzte Band Nr. 144 erschien 2006. Sie wurde lange Zeit von dem Musikwissenschaftler Friedrich Blume (1893–1975) mit Kurt Gudewill (1911–1995) herausgegeben.
Zu den Herausgebern der einzelnen Bände zählen: Anna Amalie Abert (1906–1996), Adam Adrio (1901–1973), Hans Albrecht (1902–1961), Denis Arnold (1926–1986), Heinrich Besseler (1900–1969), Herbert Birtner (1900–1942), Friedrich Blume (1893–1975), Karl Geiringer (1899–1989), Rudolf Gerber (1899–1957), Otto Gombosi (1902–1955), Bruno Grusnick (1900–1992), Kurt Gudewill (1911–1995), Wilibald Gurlitt (1891–1963), Karl Hasse (1883–1960), Erich Hertzmann (1902–1963), Reinhold Heyden (1904–1946), Hermann Meyer (1905–1988), Helmuth Osthoff (1896–1983), Manfred Ruetz (1907–1944), Albert Seay (1916–1984), Hans Joachim Therstappen (1905–1950), Kurt Erich Westphal (1904–19??) und Walter Wiora (1906–1997).

## Inhaltsübersicht
| Heft  | Komponist                                                                     | Werke | Jahr | Weblinks               | Inhalt |
| ----- | ----------------------------------------------------------------------------- | --- | ---- | ---------------------- | --- |
| 1     | Josquin Desprez                                                               | Missa „Pange lingua“ für vierstimmigen Chor a cappella                                                                                         | 1929 | a (PDF; 2,4 MB)        | |
| 2     | Jacobus Vaet                                                                  | 6 Motetten zu 4 bis 6 Stimmen | 1929 | a (PDF; 3,9 MB), b     | 1. „De extremo iudicio“ zu vier Stimmen 2. „O quam gloriosum est regnum“ zu vier Stimmen 3. „Laetatus sum“ zu vier Stimmen 4. „Miserere mei“ zu vier Stimmen 5. „Musica dei donum“ zu fünf Stimmen 6. „In tenebris“ zu sechs Stimmen |
| 3     | Josquin Desprez und andere Meister                                            | 13 weltliche Lieder zu 3 bis 5 Stimmen | 1929 | web (PDF; 3,3 MB)      | 1. Josquin Desprez: „Mille regretz“ (SATB) 2. Josquin Desprez: „Cueurs desolez“ (SATB) 3. Josquin Desprez: „Plaine de dueil“ (SATTB) 4. Josquin Desprez: „Incessament“ (SSATB) 5. Josquin Desprez: „En non saichant“ (SATTB) 6. Josquin Desprez: „Plusieurs regretz“ (SSATB) 7. Loyset Compère: „Vaten regret“ (FTB) 8. Matthaeus Pipelare: „Sur tous regretz“ / „Anima mea“ (FTB) 9. Matthaeus Pipelare: „Helas de vous“ (FTB) 10. Pierre de La Rue: „Autant en emporte le vent“ (SATB) 11. Pierre de La Rue: „Pourquoy non“ (SATB) 12. Pierre de La Rue: „Quand il survient“ (SATB) 13. Pierre de La Rue: „Cueurs desolez“ / „Dies irae“ (FTTBB) |
| 4     | Johannes Ockeghem                                                             | Missa „Mi-mi“ zu 4 Stimmen | 1929 |                        | |
| 5     | Jacob Arcadelt, Cipriano de Rore, Philippe Verdelot und Adrian Willaert       | 8 Italienische Madrigale zu 4 bis 5 Stimmen | 1930 |                        | 1. Jacob Arcadelt: „O felici occhi miei“ (SATB) 2. Jacob Arcadelt: „Voi ve n’andat’ al cielo“ (SATB) 3. Cyprian de Rore: „Amor, ben mi credevo“ (SATB) 4. Cyprian de Rore: „Da le belle contrade d’oriente“ (SATTB) 5. Cyprian de Rore: „Non è lasso martire“ (SAATB) 6. Philippe Verdelot: „Madonna, non so dir tante parole“ (SATTB) 7. Adrian Willaert: „Mentre che’l cor da gliamorosi“ (Petrarca)(SSATB) 8. Adrian Willaert: „O bene mio fa famm’ uno“ (SATB) |
| 6     | Thomas Stoltzer                                                               | Der 37. Psalm: „Erzürne dich nicht“ (1526) zu 6 Stimmen                                                                                        | 1930 |                        | |
| 7     | Heinrich Isaac                                                                | Missa carminum zu 4 Stimmen | 1930 |                        | |
| 8     | Adrian Willaert und andere                                                    | 13 volkstümliche italienische Lieder für 3- bis 4-stimmigen gemischten Chor                                                                    | 1930 |                        | 1. Aluvise Castellino: „E d’ una viduella“ (SATB) 2. Tommaso Cimello: „Gli occhi toi“ (ATB) 3. Tommaso Cimello: „Si ch’ e lo vero“ (SAT) 4. Séverin Cornet: „Che t’ aggio fatto“ (SATB) 5. Giovanni Domenico da Nola: „Madonn’ io non lo so“ (SAM) 6. Giovanni Domenico da Nola: „O dolce vita mia“ (SAT) 7. Giovanni Domenico da Nola: „Oyme, oyme“ (SAT) 8. Orlando di Lasso: „Madonna ma pietà“ (SATB) 9. Perissone Cambio: „Oime, oime“ (SATB) 10. Adrian Willaert: „Madonn’ io non lo so“ (SATB) 11. Adrian Willaert: „O dolce vita mia“ (SSAT) 12. Adrian Willaert: „Un giorno mi prego“ (SATB) 13. Adrian Willaert: „Zoia zentil“ (SATB) |
| 9     | Heinrich Finck                                                                | 8 Hymnen zu 4 Stimmen | 1930 |                        | 1. „Domus pudici pectoris“ (in die natali Domini) 2. „Genus superni luminis“ (in Annuntiatione Beatae Mariae Virginis) 3. „Veni creator spiritus“ (in die Pentecostes) 4. „Genitori genitoque“ (in festo corporis Christi) 5. „Jesu Christe, auctor vitae“ (de Sancta Maria Magdalena) 6. „Novum sidus emicuit“ (de Sancta Elisabeth) 7. „Quorum praecepto subtitur“ (de Apostolis) 8. „Iste Confessor“ (de Confessoribus) |
| 10    | Giovanni Gabrieli                                                             | 3 Motetten zu 8 Stimmen | 1931 |                        | 1. „O Domine Jesu Christe“ (Passionsmotette) 2. „Hodie completi sunt“ (zum Pfingstfest) 3. „O Jesu mi dulcissime“ (zu Weihnachten) |
| 11    | Pierre de la Rue                                                              | Requiem zu 5 und eine Motette zu 4 Stimmen | 1931 |                        | 1. Requiem (Missa pro defunctis) (SATBB) 2. Motette „Delicta juventutis“ (SATB) |
| 12    | Johann Hermann Schein                                                         | 6 deutsche Motetten zu 5 Stimmen | 1931 |                        | 1. „O Herr, ich bin dein Knecht“ (Ps. 116, 16) 2. „Wende dich, Herr“ (Ps. 25, 16-18) 3. „Zion spricht: Der Herr hat mich verlassen“ (Jes. 49, 14-16) 4. „Ich bin jung gewesen“ (Ps. 37, 25 u. 37) 5. „Herr, laß meine Klage“ (Ps. 119, 169-171) 6. „Lehre uns bedenken“ (Ps. 90, 12-14) |
| 13    | Orlando di Lasso                                                              | Madrigale und Chansons zu 4 bis 5 Stimmen | 1931 |                        | 1. „Amor, che ved’ ogni pensier“ (Petrarca, SATTB) 2. „Ardo, si, ma non t’amo“ (Tasso, SATTB) 3. „Gallans qui par terre“ (Villon, SATB) 4. „Je l’ayme bien“ (SATB) 5. „La nuict froide et sombre“ (du Bellay, SATB) 6. „Occhi, piangete“ (Petrarca, SATB) 7. „O faible esprit“ (du Bellay, SATTB) 8. „Spesso in poveri alberghi“ (Ariosto, SATB) |
| 14    | Orlando di Lasso, H. L. Hassler, J. H. Schein, J. P. Sweelinck, H. Praetorius | 7 chromatische Motetten der späten Renaissance zu 4 bis 6 Stimmen                                                                              | 1931 | web (PDF; 3,7 MB), web | 1. H. L. Hassler: Ad Dominum, cum tribularer (Psalm 120 / Psalmus 119, SSATB) 2. O. di Lasso: Christe, Dei soboles (Psalm, SATB) 3. O. di Lasso: Timor et tremor (Psalm, SSATTB) 4. H. Praetorius: O vos omnes (Klagelieder, SATTB) 5. H. Praetorius: Wie lang, o Gott in meiner Not (SSATB) 6. J. H. Schein: Die mit Tränen säen (Psalm 126 / Psalmus 125, SSATB) 7. J. P. Sweelinck: De profundis (Psalm 130 / Psalmus 129, SATTB) |
| 15    | Johannes Lupi                                                                 | 10 weltliche Lieder zu 4 Stimmen | 1931 | web (PDF; 2,7 MB)      | 1. „Dueil double dueil“ 2. „Je suys desheritee“ 3. „Il nest tresor“ 4. „Nouvel amour“ 5. „Pour ung semblant“ 6. „Il me suffit“ 7. „Ma pouvre bource“ 8. „Honneur sans plus“ 9. „O Atroppoz“ 10. „Cest une dure departyre“ |
| 16    | Johann Theile und Christoph Bernhard                                          | Zwei Kurzmessen zu 5 Stimmen | 1932 |                        | 1. Johann Theile: Missa brevis (Kyrie, Gloria) 2. Christoph Bernhard: Missa brevis „Christ unser Herr zum Jordan kam“ (Kyrie, Gloria) |
| 17    | Henry Purcell                                                                 | 5 geistliche Chöre zu 5 bis 6 Stimmen | 1932 |                        | 1. „Lord, how long wilt Thou be angry“ (Psalm 79 / Psalmus 78, SSATB) 2. „Lord, now lettest Thou Thy servant depart“ (Nunc dimittis, SSAATB) 3. „My soul doth magnify the Lord“ (Magnificat, SSAATB) 4. „Save me, o God“ (Psalm 54 / Psalmus 53, SSATTB) 5. „We praise Thee, o Lord“ (Tedeum, SSATBB) |
| 18    | Josquin Desprez                                                               | 4 Motetten zu 4 und 6 Stimmen | 1932 |                        | 1. „Ave Christe, immolate in crucis“ (SATB) 2. „Ecce tu pulchra es“ (Das Hohelied, SATB) 3. „Praeter rerum seriem“ (SAATTB) 4. „Veni, Sancte Spiritus“ (SAATTB) |
| 19    | Guillaume Dufay                                                               | 12 geistliche und weltliche Werke zu 3 Stimmen                                                                                                 | 1932 |                        | 1. „Flos florum“ 2. „Vergine bella“ (Petrarca) 3. „Alma Redemptoris Mater“ 4. „Kyrie eleison“ 5. „Je languis en piteux martire“ 6. „Bon jour, bon mois“ 7. „Caindre vous vueil“ 8. „Franc cueur gentil“ 9. „Malheureux cueur“ 10. „Adieu, m’amour, adieu ma joie“ 11. „Je ne vis oncques la pareille“ 12. „Vostre bruit“ |
| 20    | Josquin Desprez                                                               | Missa „Da pacem“ zu 4 Stimmen | 1932 |                        | |
| 21    | Heinrich Finck                                                                | Missa in summis zu 6 bis 7 Stimmen | 1932 |                        | |
| 22    | Gilles Binchois                                                               | 16 weltliche Lieder für 3 Instrumente, Ausgabe für Singstimme und 2 Instrumente                                                                | 1933 |                        | 1. „Adieu, adieu“ 2. „Adieu, jusques je vous revoye“ 3. „Adieu, m’amour“ 4. „Adieu, mon amoureuse joye“ 5. „De plus en plus se renouvelle“ 6. „Dueil angoisseus“ 7. „Lisse m’a mandé salut“ 8. „Margarite, fleur de valeur“ 9. „Mon seul et souverain desir“ 10. „Plains de plours et gémissemens“ 11. „Se j’eusse un seul peu d’esperanche“ 12. „Se la belle n’a le voloir“ 13. „Tant plus ayme“ 14. „Triste plaisir“ 15. „Vostre allée me desplait tant“ 16. „Vostre tresdoux regart plaisant“ |
| 23    | Josquin Desprez                                                               | 3 Evangelien-Motetten zu 4, 6 und 8 Stimmen | 1933 |                        | 1. „In principio erat verbum“ (Johannes, SAAT) 2. „Responsum acceperat Simeon“ (Lukas, SATTBB) 3. „Tulerunt Dominum meum“ (SSAATTBB) |
| 24    | Melchior Franck                                                               | 5 Hohelied-Motetten zu 5 bis 6 Stimmen | 1933 |                        | 1. „Du bist aller Dinge schön“ (SSATB) 2. „Fahet uns die Füchse“ (SSATTB) 3. „Ich sucht des Nachts in meinem Bette“ (SSATTB) 4. „Meine Schwester, liebe Braut“ (SSATTB) 5. „O dass ich dich, mein Bruder“ (SSATB) |
| 25    | Antonio Caldara                                                               | 1 Madrigal und 18 Kanons zu 3 bis 6 Stimmen | 1933 |                        | I. Madrigal „La speranza“ II. 18 Kanons: 1. „Sua via cantemo“ 2. „Ah che il destino“ 3. „Voi sole, o luci“ 4. „È cosa mala aver“ 5. „So che vanti un cor“ 6. „Do re mi fa sol la“ 7. „Do re mi fa sol la“ 8. „Beveria del Tocai“ 9. „Coss’ è, via sù“ 10. „Senza far alcun lamento“ 11. „Finila, vè prego“ 12. „Nò me fè andar in coler“ 13. „Che bel contento“ 14. „Non sò, se sdegno sia“ 15. „Che gusto è mai questo“ 16. „Son poverel“ 17. „Alla caccia andiamo“ 18. „Il Dio d’amore“ |
| 26    | Thomas Selle                                                                  | Passion nach dem Evangelisten Johannes für Solostimmen, 5-stimmigen Chor und Instrumente                                                       | 1933 |                        | |
| 27    | Christoph Demantius                                                           | Johannes-Passion und Weissagung Esajae zu 6 Stimmen                                                                                            | 1934 |                        | 1. Passion nach dem Evangelisten Johannes zu sechs Stimmen 2. Weissagung des Leidens und Sterbens Jesu Christi aus dem 53. Kapitel des Propheten Esajae zu sechs Stimmen |
| 28    | Gallus Dreßler                                                                | 5 Motetten zu 4 bis 5 Stimmen | 1934 |                        | 1. „Siehe, wie fein und lieblich“ zu 5 Stimmen 2. „Gaudens gaudebo“ zu 5 Stimmen 3. „Also hat Gott die Welt geliebet“ zu 4 Stimmen 4. „Herr, wie habe ich Dein Gesetz so lieb“ zu 4 Stimmen 5. „In manus tuas“ zu 4 Stimmen |
| 29    | Verschiedene Komponisten                                                      | 15 deutsche Lieder aus Peter Schöffers Liederbuch (1513) zu 4 Stimmen                                                                          | 1934 |                        | 1. Jörg Schönfelder: „Ich weiß ein hubschen Baurenknecht“ 2. Johann Fuchswild: „Kein Trost auf Erd ich haben mag“ 3. (anonym): „E. Scheidens Gwalt“ 4. Johann Fuchswild: „Mich freut ein Bild“ 5. Jörg Brack: „Ich hoff es sei fast wohl möglich“ 6. Jörg Brack: „Mein Dienst und Will“ 7. Jörg Brack: „Erst hebt sich Not und Jammer an“ 8. Andreas Graw: „Die brinnet Lieb bringt mich dahin“ 9. Jörg Brack: „Ohn Zweifel gar“ 10. Jörg Schönfelder: „Erhebt ist all mein Gmüt gen dir“ 11. (anonym): „Ohn alls Gefähr sich viel begeit“ 12. (anonym): „Zart schöne Frau“ 13. Sebastian Virdung: „Mit Weh ich sag“ 14. (anonym): „Sieh früntlichs Weib“ 15. (anonym): „Ob mich groß Unfall schwerlich triebt“ |
| 30    | Verschiedene Komponisten                                                      | 8 Lied- und Choralmotetten zu 4, 5 und 7 Stimmen                                                                                               | 1934 |                        | 1. C. J. Hollander: „Gelobet seist du, Jesu Christ“ (SATTB) 2. J. Desprez: „O Jesu, fili David“ (STTB) 3. M. Le Maistre: „Christe, der du bist Tag und Licht“ (SSAATBB) 4. M. Le Maistre: „Mensch, wiltu leben seliglich“ (Luther, SATTB) 5. J. Regnart: „Maria fein, du klarer Schein“ (Klingenstein, SATTB) 6. A. Utendal: „Ich ruf zu dir, Herr Jesu Christ“ (Agricola, SSATB) 7. I. de Vento: „Fried gib mir, Herr, auf Erden“ (Zollern, SAATB) 8. I. de Vento: „Mit Gott so wöll’n wir’s heben an“ (SATTB) |
| 31    | Johannes Aulen                                                                | Missa zu 3 Stimmen | 1934 | web (PDF; 1,8 MB)      | |
| 32    | Verschiedene Komponisten                                                      | 12 deutsche Hymnen zu 3 bis 5 Stimmen für Singstimmen und Instrumente                                                                          | 1934 | web                    | 1. Urbanus Kungsperger: „In dedicatione ecclesiae“ zu drei Stimmen 2. Anonymus: „In assumptione Beatae Mariae Virginis“ zu drei Stimmen 3. Anonymus: „In ascensione Domini“ zu drei Stimmen 4. V. Florigal: „In Ascensione Domini“ zu drei Stimmen 5. Anonymus: „In dedicatione ecclesiae“ zu drei Stimmen 6. Balthasar Harzer: „De virginibus“ zu drei Stimmen 7. Heinrich Finck: „In ascensione Domini“ zu vier Stimmen 8. Anonymus: „De virginibus“ zu vier Stimmen 9. Anonymus: „In festo pentecostes“ zu vier Stimmen 10. Heinrich Finck: „In festo pentecostes“ zu fünf Stimmen 11. Adam von Fulda: „In decollatione Sancti Johannis Baptistae“ zu fünf Stimmen 12. Anonymus: „In festo pentecostes“ zu fünf Stimmen |
| 33    | Josquin Desprez                                                               | 3 Psalmen zu 4 Stimmen | 1935 |                        | 1. „Dominus regnavit“ (Ps. 92) 2. „De profundis“ (Ps. 129) 3. „Domine, ne in furore“ (Ps. 37) |
| 34    | Orlando di Lasso                                                              | „Bußtränen des Heiligen Petrus“, Nr. 1 bis 7 zu 7 Stimmen                                                                                      | 1935 |                        | 1. „Il magnamino Pietro, che giurato havea“ 2. „Ma gli archi che nel petto gli aventaro“ 3. „Tre volte haveva a l’importuna e audace“ 4. „Qual’ a l’incontro di quelli occhi santi“ 5. „Giovane donna il suo bel viso in specchio“ 6. „Così tal hor benchè profane cose“ 7. „Ogno occhio del signor lingua veloce“ |
| 35    | Verschiedene Komponisten (Johann Grabbe und andere)                           | 9 Madrigale nordischer Gabrieli-Schüler zu 5 Stimmen                                                                                           | 1935 |                        | 1. J. Grabbe: „Alm’afflitta, che fai“ (SATTB) 2. J. Grabbe: „Cor mio, deh, non languire“ (SATTB) 3. Orlando di Lasso: „Perchè mi fuggi“ (SSATB) 4. H. Nielsen: „Deh, dolce anima mia“ (SSATB) 5. H. Nielsen: „Fuggi, o mio core“ (SSATB) 6. Guarini: „T’amo, mia vita“ (SSATB) 7. M. Pedersøn: „Care lagrime mie“ (SSATB) 8. Guarini: „O che soave bacio“ (SSATB) 9. Guarini: „T’amo, mia vita“ (SSATB) |
| 36    | Johann Hermann Schein und Christoph Demantius                                 | Der 116. Psalm zu 5 Stimmen | 1935 |                        | 1. Johann Hermann Schein: Der 116. Psalm zu 5 Stimmen 2. Christoph Demantius: Der 116. Psalm zu 5 Stimmen |
| 37    | Orlando di Lasso                                                              | „Bußtränen des Heiligen Petrus“, Nr. 8 bis 14 zu 7 Stimmen                                                                                     | 1935 |                        | 8. „Chi ad una ad una raccontar potesse“ 9. „Come falda di neve, che agghi acciata“ 10. „E non fu il pianto suo rivo o corrente“ 11. „E vago d’incontrar, chi giusto pena“ 12. „Nessun fedel trovai, nessun cortese“ 13. „Quel volto, ch’era poco inanzi stato“ 14. „Veduto il miser, quando differente“ |
| 38    | Melchior Franck                                                               | Musikalische Bergreihen zu 4 Stimmen | 1936 |                        | 1. „Das Bergwerk wolln wir preisen“ 2. „Wie möcht ich fröhlich werden“ 3. „Ach schönes Jungfräulein“ 4. „Zart schöne Frau, gedenk und schau“ 5. „Ach Winter kalt, wie mannigfalt“ 6. „Selig ist der Tag“ 7. „So wünsch ich ihr ein gute Nacht“ 8. „Ein weiblich Bild mein Herz gefangen hat“ 9. „Ich hab’s gewagt, frisch unverzagt“ 10. „Ein Mägdlein jung gefällt mir wohl“ 11. „O holdseliger Schatz“ 12. „Ade, meins Herzens Krönelein“ 13. „Gut Gsell, vernimm mein Klagen“ 14. „Kein Lieb ohn Leid“ 15. „Ein fauler Baum verhohlen steht“ 16. „Wach auf, mein Lieb, und hör mein Stimm“ 17. „Jungfräulein zart“ 18. „So wünsch ich dir ein gute Nacht“ 19. „Mich erfreut, schöns Lieb, dein Aneblick“ 20. „Wach auf, meins Gmüts ein Trösterin“ 21. „Hüt dich beileib“ |
| 39    | Christoph Demantius                                                           | 4 deutsche Motetten zu 6 Stimmen | 1936 |                        | 1. „Steh auf, und nimm das Kindelein“ 2. „Und wie Moses in der Wüsten“ 3. „Denn wer sich selbst erhöhet“ 4. „Es ward eine Stille in dem Himmel“ |
| 40    | Alessandro Grandi                                                             | 3 konzertierende Motetten zu 4 Stimmen und Basso continuo                                                                                      | 1936 |                        | 1. „Deus qui nos in tantis periculis“ 2. „Plorabo die ac nocte“ 3. „Ave Regina coelorum“ |
| 41    | Orlando di Lasso                                                              | „Bußtränen des Heiligen Petrus“, Nr. 15 bis 21 zu 7 Stimmen                                                                                    | 1936 |                        | 15. „Ah quanti gi? Felici in giovinezza“ 16. „O vita, troppo rea, troppo fallace“ 17. „Negando il mio signor negai qu’el ch’era“ 18. „Non trovava mia fe si duro in troppo“ 19. „Queste opre e pi? Ch’el mondo et io sapeva“ 20. „Vattene, vita, va! dicea piangendo“ 21. „Vide homo, quae pro te patior“ |
| 42    | Josquin Desprez                                                               | Missa „De Beata Virgine“ zu 2 bis 5 Stimmen | 1936 |                        | Kyrie (SATB) – Gloria (SATB) – Credo (SATTB) – Sanctus (SATTB) – Agnus Dei I (SATTB) – Agnus Dei II (AB) – Agnus Dei III (SATTB) |
| 43    | Verschiedene Komponisten                                                      | 12 Karnevalslieder der Renaissance zu 3 bis 4 Stimmen                                                                                          | 1936 |                        | 1. Anonymus: „Orsu car’ Signori“ (SATB) 2. Anonymus: „Tua volsi esser sempre mai“ (SATB) 3. Loyset Compère: „Che fa la ramacina“ (SATB) 4. Heinrich Isaac: „Donna di dentro della tua casa“ (SATB) 5. Giovanni Domenico da Nola: „Cingari simo, venit’ a giocare“ (SAT) 6. Giovan Domenico da Nola: „Madonna, noi sapimo ben giocare“ (SAT) 7. Giovan Domenico da Nola: „Medici nui siamo, o donne belle“ (SAT) 8. Giovan Domenico da Nola: „Noi tre, Madonna, stamo al pendino“ (SAT) 9. Giovan Domenico da Nola: „Tri ciechi siamo, povr’ inamorati“ (SAT) 10. M. Pesenti: „Dal lecto me levava“ (SATB) 11. P. Scotus: „O fallace speranza“ (SATB) 12. J. B. Zesso: „E quando andarete al monte“ (SATB) |
| 44    | Johannes Hähnel (Galliculus)                                                  | Ostermesse zu 4 Stimmen | 1936 |                        | Oster-Messe über das Lied „Christ ist erstanden“ |
| 45    | Verschiedene Komponisten                                                      | 17 deutsche Lieder des 15. Jahrhunderts aus fremden Quellen zu 3 und 4 Stimmen                                                                 | 1937 | web                    | 1. „Sei willekommen, Herre Christ“ zu 3 Stimmen 2. „Christ ist erstanden“ zu 3 Stimmen 3. „Der Tag der ist so freudenreich“ zu 3 Stimmen 4. „Al eerbaerheitweinsch ic voort an“ zu 3 Stimmen 5. „Ope es in minnen groot ghenuecht“ zu 3 Stimmen 6. „Mein Herz will allzeit Frauen pflegen“ (Magister Alanus) zu 3 Stimmen 7. „Wie lieblich ist der Mai“ (Egidius de Rhenis) zu 3 Stimmen 8. „Heia / nun wie sie grollen“ zu 4 Stimmen 9. „Dein Treu die ist noch wohl“ zu 3 Stimmen 10. „Solang sie mir in meinem Sinn“ (Pyllois) zu 3 Stimmen 11. „Ten is niet leden herde lanck“ zu 3 Stimmen 12. „Ic weet een molenarrynne“ zu 3 Stimmen 13. „Mijn morken gaf mij een jonck wijff“ zu 3 Stimmen 14. „Ich scheid mit Leid“ zu 3 Stimmen 15. „Zart Frau anschau mein kläglich Leid“ (Egolfus Koler) zu 3 Stimmen 16. „Artlicher Hort du mein einigs ein“ zu 3 Stimmen 17. „Nach großem Leid kommt gwöhnlich Freud“ zu 4 Stimmen |
| 46    | Johannes Martini                                                              | 3 geistliche Gesänge zu 4 Stimmen | 1937 |                        | 1. „Salve Regina misericordiae“ 2. Magnificat Secundi Toni: „Magnificat anima mea Dominum“ 3. Hymnus: „Ave Maris Stella“ |
| 47    | Balthasar Harzer                                                              | Johannes-Passion zu 4 Stimmen | 1937 |                        | „Summa passionis secundum Johannem“ |
| 48    | Orlando di Lasso                                                              | „Prophetiae Sibyllarum“ zu 4 Stimmen | 1937 |                        | 1. Carmina chromatico more 2. Sibylla Persica: „Virgine matre satus“ 3. Sibylla Libyca: „Ecce dies venient“ 4. Sibylla Delphica: „Non tarde veniet“ 5. Sibylla Cimmeria: „In teneris annis“ 6. Sibylla Samia: „Ecce dies nigras quae tolle“ 7. Sibylla Cumana: „Iam mea certa manent“ 8. Sibylla Hellespontica: „Dum meditor quondam“ 9. Sibylla Phrygia: „Ipsa Deum vidi“ 10. Sibylla Europaea: „Virginis aeternum“ 11. Sibylla Tiburtina: „Verax ipse Deus“ 12. Sibylla Erythraea: „Cerno Dei natum“ 13. Sibylla Agrippa: „Summus erit sub carne satus“ |
| 49    | Guillaume Dufay                                                               | Sämtliche 29 Hymnen zu 3 bis 4 Stimmen | 1937 |                        | 1. In Adventu Domini 2. In Nativitate Domini 3. In Epiphania Domini 4. In Quadragesima 5. In Quadragesima 6. In Tempore Passionis 7. In Resurrectione Domini 8. In Ascensione Domini 9. In Festo Pentecostes 10. In Festo Trinitatis 11. In Festo Corporis Christi 12. In Dedicatione Ecclesiae 13. In Nativitate S. Joannis Baptistae 14. In Festo Ss. Petri et Pauli 15. In Festis Beatae Mariae Virginis 16. De San Francisco 17. In Festo Omnium Sanctorum 18. In Festis Apostolorum 19. In Festis unius Martyris 20. In Festis plurimorum Martyrum 21. In Festis unius Confessoris (Anhang) 1. „Aures ad nostras deitatis preces“ 2. „Pange lingua gloriosi“ 3. „Urbs beata Jerusalem“ 4. „Ave maris stella“ 5. „Deus tuorum militum“ 6. „Iste confessor“ 7. „Jesu corona virginum“ 8. „Festum nunc celebre“ |
| 50    | Johann Georg Kühnhausen                                                       | Deutsche Passion nach dem Evangelisten Matthäus für Solostimmen, 4-stimmigen Chor und Generalbass                                              | 1937 |                        | |
| 51    | Lambert de Sayve und Jacob Regnart                                            | 24 Teutsche Liedlein zu 4 Stimmen (1602), herausgegeben von Michael Praetorius (alle SATB)                                                     | 1938 |                        | 1. „Fröhlich erzeiget sich“ (L. de Sayve) 2. „Unglück hat mich in Unfall bracht“ 3. „Wie kannst so listig sein“ 4. „Der mir mein Lieb abwenden will“ 5. „Mir ist verwundt, o weh, mein junges Herze“ 6. „Ach wie unglückselig ist“ 7. „Du sagst, ich soll dir trauen“ 8. „Mein Rat hat dir gefallen nicht“ 9. „Mein Lieb tät mir versprechen“ 10. „Wann ich wohl könnt ein Ruh vor dir, Cupido“ 11. „Jungfrau, ist es nicht genug“ 12. „Nach der Welt Sinn verlassn ich bin“ 13. „Jungfrau, wirst dich freundlich gegn mir erzeigen“ 14. „Wird es sich nicht verändern tun“ 15. „O Lieb, was Leid und Traurigkeit schaffst du“ 16. „Jungfrauen Lieb, o bitters Kraut“ 17. „Hüt dich, gut Gsell, ich rat dirs wohl“ 18. „Unstet ist der Jungfrauen Sinn“ 19. „Was ist die Welt mit all ihr Macht“ 20. „Warum willst du nicht fröhlich sein“ (L. de Sayve) 21. „Spott niemands nicht, ich rat dirs nicht“ (Jacobi Regnardi) 22. „Was kann es dir auch schaden“ (L. de Sayve) 23. „Und wirst du dieses alles tun“ (Jacobi Regnardi) 24. „Das Liedlein, das sei dir gemacht“ (L. de Sayve)                                                 |
| 52    | Augustin Pfleger                                                              | Passionsmusik über die sieben Worte Jesu am Kreuz „Ach, dass ich Wasser genug hätte“ für Soli, 4-stimmigen Chor, 2 Violinen und Basso continuo | 1938 | web (PDF; 5,8 MB)      | |
| 53    | Melchior Franck                                                               | 3 Quodlibets zu 4 Stimmen | 1956 |                        | 1. „Nun fanget an, ein guts Liedlein zu singen“ 2. „Compania, du edle Compani, wie hastu mich verlassen“ 3. „Laßt uns fröhlich singen! Was wolln wir aber“ |
| 54    | Verschiedene Komponisten der Renaissance                                      | 5 Vergil-Motetten zu 4 bis 7 Stimmen | 1956 |                        | 1. Josquin Desprez: „Fama, malum qua non aliud velocius ullum“ 2. Josquin Desprez: „Dulces exuviae, dum fata deusque sinebat“ 3. Adrian Willaert: „Dulces exuviae, dum fata deusque sinebat“ 4. Jacobus Arcadelt: „At trepida et coeptis immanibus effera Dido“ 5. Cipriano de Rore: „Dissimulare etiam sperasti, perfide, tantum“ |
| 55    | Loyset Compère                                                                | Missa „Alles regrets“ zu 4 Stimmen | 1956 |                        | |
| 56    | Anonymus                                                                      | Missa anonyma II zu 4 Stimmen aus dem Codex Breslau, Manuskript 2016                                                                           | 1956 |                        | |
| 57    | Josquin Desprez                                                               | 3 Motetten zu 4 bis 6 Stimmen | 1956 |                        | 1. „De profundis clamavi ad te“ (Psalm 130 / Psalmus 129, SATTB) 2. „O bone et dulcissime Jesu“ (SATB) 3. „O virgo virginum“ (STTTBB) |
| 58    | Jacques Arcadelt und andere                                                   | 6 italienische Madrigale zu 4 bis 5 Stimmen | 1956 |                        | 1. Jacques Arcadelt: „Gite rime dolenti“ (Geht, ihr Verse voll Trauer) zu fünf Stimmen 2. Jacques Arcadelt: „L’alma mia donn’ è bella“ (Gar schön ist meine Herrin) zu vier Stimmen 3. Costanzo Festa: „Mentre nel dubio petto“ (Während im Herzen der hebrä’schen Mutter) zu fünf Stimmen 4. Alfonso Della Viola: „Ingiustissimo Amor“ (Warum so ungerecht) zu fünf Stimmen 5. Jan Nasco: „Madonna, quand’io penso“ (O Herrin, gedenk’ der Schönheit ich) zu fünf Stimmen 6. Domenico Maria Ferrabosco: „Deh ferm’Amor“ (Ach halt’ ihn mir) zu vier Stimmen |
| 59    | Adrian Willaert                                                               | 3 Motetten zu 5 Stimmen | 1957 |                        | 1. „Sacro fonte, regenerata, et a beata“ (Secunda pars: „Illustante Spiritu Sancto“) 2. „Laus tibi, sacra rubens divini gutta cruoris“ (Secunda pars: „Basilii felix aedes“) 3. „Benedictus redemptor omnium“ (Secunda pars: „Magne pater, sancte Dominice“) |
| 60    | Verschiedene spanische Komponisten                                            | Spanisches Hymnar: 20 Hymnen zu 4 Stimmen (um 1500)                                                                                            | 1957 | web                    | 1. Pedro de Escobar: „Non ex virili semine“ 2. Pedro de Escobar: „Hostis Herodis impie“ 3. Alonso Dalua: „Vexilla regis prodeunt“ 4. Sanabria: „Cuius corpus sanctissimum“ 5. Francisco de Peñalosa: „Quae te vicit clementia“ 6. Alonso Dalua: „Beata nobis gaudia“ 7. Alonso Dalua: „Veni creator Spiritus“ 8. Francisco de Peñalosa: „O lux beata, trinitas“ 9. Johannes Vrede: „Pange lingua gloriosi“ 10. Francisco de Peñalosa: „Sacris solemniis“ 11. Alonso Dalua: „Ut queant laxis“ 12. Pedro de Escobar: „Hi sunt olivae duae“ 13. Pedro de Escobar: „Sumens illud Ave“/„Monstra te esse matrem“ (I) 14. Pedro de Escobar: „Sumens illud Ave“/„Monstra te esse matrem“ (II) 15. Alonso Dalua: „Tibi Christe, splendor patris“ 16. Alonso Dalua: „Christe redemptor omnium conserva“ 17. Pedro de Escobar: „Vos saecli iusti iudices“ 18. Pedro de Escobar: „Hic nempe mundi gaudia“ 19. Francisco de Peñalosa: „Sanctorum meritis“ 20. Pedro de Escobar: „Iste confessor“ |
| 61    | Verschiedene Komponisten                                                      | 12 französische Lieder aus Jacques Moderne: Le Parangon des chansons (1538) zu 4 Stimmen                                                       | 1957 | web                    | 1. Hector de Beaulieu (1495?-1552): „Voici le bon temps“ 2. Pierre Sandrin (1490?-1561?): „Qui vouldra scavoir“ 3. André Mornable: „L'heur d'amitié“ 4. François Layolle: „La fille qui n'a point d'amy“ 5. Cadéac: „Une sans plus a mon désir“ 6. Claudin de Sermisy (1490?-1562): „Pourtant si je suis brunette“ 7. Jacques Arcadelt (1507–1568): „Le triste cueur que avec vous demeure“ 8. Pierre de Manchicourt: „Pauvres martyrs“ 9. Jean Mouton (1459?-1522): „De tous regretz“ 10. Gaspard Coste: „Pour faire plustost mal“ 11. Jacques Buus (1500?-1565): „Et puis a-t-on“ 12. Henry Fresneau: „J'ay la promesse de m'amye“ |
| 62    | Ludwig Senfl                                                                  | 2 Marien-Motetten zu 5 Stimmen | 1957 |                        | 1. „Mater digna Dei“ - „Ave sanctissima Maria“, 2. Teil: „Nixa Deum“ - „Tu es singularis Virgo“, 3. Teil: „Deus propitius esto“ - „Ora pro nobis“ 2. „Ave rosa sine spinis“, 2. Teil: „Dominus tecum“ |
| 63    | Georg Forster und andere Komponisten                                          | 10 weltliche Lieder aus Georg Forster: „Frische teutsche Liedlein“ (Teil III bis V) zu 4, 5 und 8 Stimmen                                      | 1957 | web                    | 1. Lorenz Lemlin: „Lust, Freud tät mich umgeben gar“ zu vier Stimmen 2. Georg Forster: „Herzliebster Wein, von mir nit weich“ zu vier Stimmen 3. Georg Forster: „Ich armer Knab bin gar schabab“ zu vier Stimmen 4. Stephan Zirler: „Mein selbst bin ich nit gwaltig mehr“ zu vier Stimmen 5. Stephan Zirler: „Dein Trost mir Freud und Hoffnung geit“ zu vier Stimmen 6. Stephan Zirler: „Halt fest, du mein holdseligs Bild“ zu vier Stimmen 7. Caspar Othmayr: „Der Winter kalt ist vor den Haus“ zu vier Stimmen 8. Jobst vom Brand: „Der Mon der steht am höchsten“ zu vier Stimmen 9. Jobst vom Brand: „Kein Adler in der Welt so schon, Ave Katharina“ zu fünf Stimmen 10. Jobst vom Brandt: „Was wird es doch des Trinkens noch“ zu acht Stimmen |
| 64    | Josquin Desprez                                                               | 2 Psalmen zu 4 und 5 Stimmen | 1957 |                        | 1. „Domine Dominis noster“ (Psalm 8) zu fünf Stimmen 2. „Domine, exaudi orationem meam“ (Psalm 142) zu vier Stimmen, 2. Teil: „Memor fui dierum antiquorum“, 3. Teil: „Spiritus tuus bonus“ |
| 65    | Antonio Scandello                                                             | Missa super „Epitaphium Mauritii“ zu 6 Stimmen                                                                                                 | 1958 |                        | |
| 66    | Ambrosius Beber                                                               | Markus-Passion zu 1 bis 5 Stimmen | 1958 |                        | |
| 67    | Giovanni Gabrieli                                                             | 3 Motetten zu 7 bis 8 Stimmen | 1958 |                        | 1. „Diligam te Domine“ zu acht Stimmen 2. „Audi Domine hymnum“ zu sieben Stimmen 3. „Deus in nomine tuo“ zu acht Stimmen mit Generalbass |
| 68    | Antoine Brumel                                                                | Missa pro defunctis (Requiem) zu 4 Stimmen | 1959 |                        | |
| 69    | Georg Hemmerley und andere                                                    | 3 Motetten zu 5 bis 6 Stimmen | 1958 |                        | 1. Georg Hemmerley: „Ne recordaris peccata mea“ (Gedenke nicht meiner Sünden) zu fünf Stimmen 2. Thomas Bachofen: „Beati omnes qui timent Dominum“ (Wohl denen allen, die den Herrn fürchten) zu fünf Stimmen 3. Johannes Keutzenhoff: „Immisit Dominus Deus somnum profundum in Adam“ (Gott, der Herr, sandte einen tiefen Schlaf zu Adam) zu sechs Stimmen, 2. Teil: „Dixitque Adam“ |
| 70    | Jean Mouton                                                                   | Missa „Alleluya“ zu 4 Stimmen | 1958 |                        | |
| 71    | David Köler                                                                   | 3 deutsche Psalmen zu 4 und 6 Stimmen | 1960 |                        | 1. „Hilf, Herr, die Heiligen haben abgenommen“ (Psalm 12) zu sechs Stimmen, 2. Teil: „Weil denn die Elenden“ 2. „Eile, Gott, mich zu erretten“ (Psalm 70) zu sechs Stimmen, 2. Teil: „Freuen und fröhlich müssen sein“ 3. „Lobe den Herren, meine Seele“ (Psalm 146) zu vier Stimmen, 2. Teil: „Wohl dem, des Hilfe“, 3. Teil: „Der Herr löset die Gefangenen“ |
| 72    | Jacob Clemens non Papa                                                        | 3 Motetten zu 4 bis 5 Stimmen | 1959 |                        | 1. „Domine, ne memineris“ zu vier Stimmen, 2. Teil: „Adjuva nos“ 2. „Vox in Rama audita est“ zu vier Stimmen 3. „Tulerunt autem fratres ejus“ zu fünf Stimmen, 2. Teil: „Videns Jacob“ |
| 73    | Clément Janequin                                                              | 10 Chansons zu 4 Stimmen | 1959 |                        | 1. „Et vray dieu, quil mennuye“ 2. „Faictes le moy, je vous prie assavoir“ 3. „Fyez vous y si vous voulez“ 4. „Jay veux le temps“ 5. „Quant contremont verras retourner Loyre“ 6. „Si dung petit de vostre bien“ 7. „Tresves damours, cest une paix fourree“ 8. „Ung coup dessay premier“ 9. „Ung petit coup ma mye“ 10. „Ung viellart amoureux“ |
| 74    | Thomas Stoltzer                                                               | Ostermesse zu 4 Stimmen | 1958 |                        | |
| 75    | Antonius Gosswin                                                              | 16 „Newe teutsche Lieder“ zu 3 Stimmen | 1960 | web (PDF; 12,6 MB)     | 1. „Vater unser im Himmelreich“ 2. „Ich ruf zu dir, Herr Jesu Christ“ 3. „Ist keiner hie, der spricht zu mir“ 4. „Die Faßnacht ist ein schöne Zeit“ 5. „Der Wein, der schmeckt mir also wohl“ 6. „Die Zeit, so jetzt vorhanden ist“ 7. „Vor Zeiten was ich lieb und wert“ 8. „Im Land zu Wirtenberg so gut“ 9. „Im Maien, im Maien“ 10. „Wie lang, o Gott, in meiner Not“ 11. „Frau, ich bin euch von Herzen hold“ 12. „Am Abend spat, beim kühlen Wein“ 13. „Tritt auf den Riegel vor der Tür“ 14. „Fröhlich zu sein ist mein Manier“ 15. „Wer frisch sein will, der sing mit mir“ 16. „Ein guter Wein ist lobenswert“ |
| 76    | Jean Mouton                                                                   | 5 Motetten zu 4 und 6 Stimmen | 1959 |                        | 1. „Non nobis Domine“ zu vier Stimmen 2. „Benedicam Dominum“ zu sechs Stimmen 3. „Sancti Dei omnes“ zu vier Stimmen 4. „Ave fuit prima salus“ zu vier Stimmen 5. „Exalta Regina Galliae“ zu vier Stimmen |
| 77    | Gioseffo Zarlino                                                              | 3 Motetten und 1 geistliches Madrigal zu 4 bis 6 Stimmen                                                                                       | 1959 |                        | 1. „Nemo potest venire“ zu fünf Stimmen, 2. Teil: „Ego sum panis vitae“ 2. „Ecce iam venit plentitudo“ zu vier Stimmen, 2. Teil: „Propter nimiam charitatem“ 3. „Miseris omnium Domine“ zu sechs Stimmen 4. „I vo piangend’ i miei passati tempi“ zu fünf Stimmen, 2. Teil: „Si che s’io viss’ in guerra“ |
| 78/79 | Friedrich Funcke                                                              | Matthäus-Passion für Solostimmen, 4-stimmigen Chor und Instrumente                                                                             | 1961 |                        | |
| 80    | Giaches de Wert und andere                                                    | 4 Madrigale Mantuaner Komponisten zu 5 und 8 Stimmen                                                                                           | 1961 | web                    | 1. Giaches de Wert: „Solo e pensoso“ zu fünf Stimmen, 2. Teil: „Sicch’ io mi credo“ 2. Giaches de Wert: „Misera! non credea“ zu fünf Stimmen, 2. Teil: „Ma che? squallido e scuro“ 3. Benedetto Pallavicino († 1601): „Cruda Amarilli“ zu fünf Stimmen, 2. Teil: „Ma grideran per me“ 4. Alessandro Striggio der Ältere (≈1535–vor 1600): „Mentre l’un polo“ zu acht Stimmen |
| 81    | Heinrich Isaac                                                                | Introiten zu 6 Stimmen, Folge 1 (Weihnachten bis Ostern)                                                                                       | 1960 | web (PDF; 10,5 MB)     | 1. „Puer natus est nobis“ 2. „Vultum tuum deprecabuntur“ 3. „Ecce advenit dominator Dominus“ 4. „Suscepimus, Deus, misericordiam tuam“ 5. „Rorate caeli desuper“ 6. „Resurrexi, et adhuc tecum sum“ |
| 82    | Pierre Certon                                                                 | 10 Chansons zu 4 Stimmen | 1962 |                        | 1. „Finy le bien“ 2. „Plus ne suys ce que jay este“ 3. „Mon pere my veult marier“ 4. „Ung verd gallant“ 5. „Ho le vilain“ 6. „Amour est bien de perverse“ 7. „Ung jour que madame dormoit“ 8. „Si jay eu tousjours“ 9. „O ceur ingrat“ 10. „Martin sen alla“ |
| 83    | Antonius Divitis                                                              | Missa „Quem dicunt homines“ zu 4 Stimmen | 1961 |                        | |
| 84    | John Sheppard                                                                 | 6 Responsorien zu 4 und 6 Stimmen | 1960 |                        | 1. „Audivi vocem de caelo venientem“ zu vier Stimmen 2. „[Hodie nobis caelorum rex] - Gloria in excelsis“ zu vier Stimmen 3. „In pace, in idipsum“ zu vier Stimmen 4. „In manus tuas, Domine“ zu vier Stimmen 5. „Reges Tharsis et insulae“ zu sechs Stimmen 6. „Spiritus sanctus procedens a throno“ zu sechs Stimmen |
| 85    | Johannes Galliculus (Hähnel) und anonyme Meister                              | 3 Weihnachts-Magnificats zu 4 Stimmen | 1961 |                        | 1. Anonymus: Magnificat Sexti Toni 2. Johannes Galliculus: Magnificat Quinti Toni 3. Anonymus: Magnificat Sexti Toni |
| 86    | Lambert de Sayve                                                              | 4 Motetten zu 5 bis 9 Stimmen | 1962 |                        | 1. „Domine, non est exaltatum“ zu fünf Stimmen, 2. Teil: „Sicut ablactatus est“ 2. „Coeli enarrant“ zu sechs Stimmen 3. „Omnis homo primum bonum vinum ponit“ zu acht Stimmen 4. „Hodie Christus natus est“ zu neun Stimmen |
| 87    | Matthias Greitter                                                             | Sämtliche 13 weltlichen Lieder zu 4 und 5 Stimmen                                                                                              | 1962 |                        | 1. „Es wollt ein Jäger jagen“ zu vier Stimmen 2. „Es hiedri, hut“ zu vier Stimmen 3. „Ich weiß ein hübsche Graserin“ zu vier Stimmen 4. „Mir ist ein feins Jungfräulein“ zu vier Stimmen 5. „In meinem Sinn“ zu vier Stimmen 6. „Verschütt’ hab ich mein Habermus“ zu vier Stimmen 7. „Ach Gott, wem soll ich’s klagen“ zu vier Stimmen 8. „Ich stund an einem Morgen“ zu vier Stimmen 9. Quodlibet: „Elselein, liebstes Elselein mein“ zu vier Stimmen 10. „Mit deiner Zucht, herzliebste Frucht“ zu vier Stimmen 11. „Mir wird Untreu geteilet mit“ zu vier Stimmen 12. „Des Spiels ich gar kein Glück nit han“ zu vier Stimmen 13. „Von üppiglichen Dingen“ zu fünf Stimmen |
| 88    | Giovanni Nasco und andere Meister                                             | 5 Madrigale auf Texte von Francesco Petrarca zu 4 bis 6 Stimmen                                                                                | 1962 |                        | 1. Jan Nasco: „Lasciato hai, morte“ 2. Jan Nasco: „Ite, rime dolenti“ 3. Stephano Rossetti: „Lasso, che mal accorto“ 4. Pietro Taglia: „Discolorato hai, morte“ 5. Pietro Taglia: „Valle, che de'lamenti“ |
| 89    | Johann Ludwig Krebs und andere Bach-Schüler                                   | 4 Motetten der Bach-Schule zu 4 bis 5 Stimmen                                                                                                  | 1963 |                        | 1. Johann Ludwig Krebs: „Erforsche mich, Gott“ zu fünf Stimmen 2. Johann Philipp Kirnberger: „An den Flüssen Babylons“ zu vier Stimmen mit Basso continuo 3. Gottfried August Homilius: „So gehst du nun, mein Jesu, hin“ zu vier Stimmen 4. Gottfried August Homilius: „Unser Vater in dem Himmel“ zu vier Stimmen |
| 90    | Thomas Selle                                                                  | 2 Kurzmessen zu 8 und 5 Stimmen mit Generalbass                                                                                                | 1963 |                        | 1. Missa à 8 per duos choros 2. Missa à 5 super „Sey mir gnädig“ |
| 91    | Pierre de la Rue                                                              | 4 Motetten zu 4 Stimmen | 1964 |                        | 1. „Ave Regina caelorum“ 2. „Considera Israel“, 2. Teil: „Sagitta Jonathe“, 3. Teil: „Filiae Israel“, 4. Teil: „Doleo super te“ 3. „Lauda anima mea Dominum“, 2. Teil: „Qui custodit veritatem“ 4. „Laudate Dominum, omnes gentes“ |
| 92    | Verschiedene Komponisten                                                      | 15 flämische Lieder der Renaissance zu 2 bis 5 Stimmen                                                                                         | 1964 | web                    | 1. Anonym: „Ich truere ende ic ben van mynnen“ zu 3 Stimmen 2. Benedictus: „Mijns liefkens bruin oghen“ zu 5 Stimmen 3. Noé Faignient: „O Hemelsche Vader“ (De Segheninghe) zu 4 Stimmen 4. Jan Verdonck: „Alle mijn ghepeys doet mij so wee“ zu 2 Stimmen 5. Jan Verdonck: „Schoon lief wat macht u baten“ zu 2 Stimmen 6. Jacob Florius: „O amoureusich mondeken root“ zu 3 Stimmen 7. Jacob Florius: „Int groen, int groene“ zu 3 Stimmen 8. Anonym: „Een meysken eens voerbij passeerde“ zu 4 Stimmen 9. Anonym: „Wij comen hier ghelopen“ zu 4 Stimmen 10. Anonym: „Mijn boel heet mij cleker bille“ zu 4 Stimmen 11. Josquin Baston: „Lecker beetgen en cleyn bier“ zu 4 Stimmen 12. Carolus Souliaert: „Een costerken op sijn clocken clanc“ zu 4 Stimmen 13. Jan Belle: „O amoureusisch mondeken root“ zu 4 Stimmen 14. Jacobus Clemens non Papa: „De lustelijcke mey“ zu 4 Stimmen 15. Joan De Latre: „Al hadden wij vijvenveertich bedden“ zu 4 Stimmen |
| 93    | Costanzo Porta                                                                | Missa „La, sol, fa, re, mi“ zu 6 Stimmen | 1965 |                        | |
| 94    | Jean Richafort und andere                                                     | 3 Motetten über den Text „Quem dicunt homines“ zu 4 bis 6 Stimmen                                                                              | 1964 |                        | 1. Jean Richafort: „Quem dicunt homines“ zu vier Stimmen 2. Jean Pionnier: „Quem dicunt homines“ zu sechs Stimmen 3. Nicolas Gombert: „Quem dicunt homines“ zu sechs Stimmen |
| 95    | Domenico Mazzocchi                                                            | 6 Madrigale zu 5 Stimmen | 1965 |                        | 1. „Uscite à mille“, mit Generalbaß 2. „Pian, piano“, mit Generalbaß 3. „Di marmo siete voi“ 4. „Fuggi, fuggi“ 5. „Non vedete Pastori“ (= 1. Teil) 6. „Soli i colli beati“ (= 2. Teil) |
| 96    | Andrea Gabrieli                                                               | 3 Motetten zu 8 Stimmen | 1965 |                        | 1. „Deus, qui beatum Marcum“ 2. „Egredimini et videte“ 3. „Jubilate Deo omnis terra“ |
| 97    | Robert Fayrfax                                                                | Missa „Tecum principium“ zu 5 Stimmen | 1965 |                        | |
| 98    | Heinrich Hartmann (aktiv 1607–1620)                                           | 4 deutsche Motetten zu 6 und 8 Stimmen | 1965 |                        | 1. „Wenn der Herr die Gefangenen Zion erlösen wird“ zu sechs Stimmen 2. „Habe deine Lust am Herrn“ zu sechs Stimmen 3. „Singet lieblich und lobt den Herrn“ zu sechs Stimmen 4. „Lobe den Herren, meine Seele“ zu acht Stimmen |
| 99    | Johann Ludwig Bach                                                            | 2 Motetten zu 6 und 8 Stimmen | 1964 |                        | 1. „Unsere Trübsal“ zu sechs Stimmen 2. „Das ist meine Freude“ zu acht Stimmen |
| 100   | Heinrich Isaac                                                                | 4 Marien-Motetten zu 4 und 5 Stimmen | 1965 |                        | 1. „Tota pulchra es“ zu vier Stimmen, 2. Teil: „Flores appuerunt“ 2. „Ave sanctissima Maria“ zu vier Stimmen, 2. Teil: „Tu es singularis“, 3. Teil: „Ora pro nobis Jesum“ 3. „O Maria, Mater Christi“ zu vier Stimmen, 2. Teil: „Ave Domina“, 3. Teil: „O Jucunda“, 4. Teil: „Ave sanctissima“ 4. „Regina caeli laetare“ zu fünf Stimmen, 2. Teil: „Quia quem meruisti“, 3. Teil: „Resurrexit, sicut dixit“, 4. Teil: „Ora pro nobis Deum“ |
| 101   | Adam Rener                                                                    | Missa carminum zu 4 Stimmen | 1966 |                        | |
| 102   | Thomas Crécquillon und 2 anonyme Meister                                      | 3 Te-Deum-Kompositionen des 16. Jahrhunderts zu 4 und 5 Stimmen                                                                                | 1967 |                        | 1. Anonymus: „Te Deum laudamus“ zu vier Stimmen 2. Anonymus (Maître Jean?): „Te Deum laudamus“ zu fünf Stimmen 3. Thomas Crécquillon: „Te Deum laudamus, te Jesum benedicimus“ zu fünf Stimmen |
| 103   | Claude Goudimel                                                               | 4 Festmotetten zu 4 bis 5 Stimmen | 1966 |                        | 1. De Beata Maria: „Ista est speciosa“ (SATB) 2. In die Epiphaniae: „Videntes stellam magi“ (SATB) 3. In die festo nativitatis Domini: „Hodie nobis coelorum rex“ (SATB) 4. In die festo S. Johannis Baptistae: „Gabriel Angelus apparuit Zachariae“ (SATTB) |
| 104   | Georg Philipp Telemann                                                        | 4 Motetten zu 3, 4 und 8 Stimmen | 1967 |                        | 1. „Halt, was du hast“ zu acht Stimmen 2. „Der Gott unsers Herrn Jesu Christi“ zu vier Stimmen mit Generalbass 3. „Es segne uns Gott“ zu vier Stimmen mit Generalbass 4. „Amen, Lob und Ehre“ zu drei Stimmen mit Generalbass |
| 105   | Italienische Komponisten der 16. Jahrhunderts                                 | 5 Madrigale venezianischer Komponisten um Adrian Willaert zu 4 bis 7 Stimmen                                                                   | 1969 |                        | 1. Lorenzo Benvenuti: „Giunto Adrian“ zu fünf Stimmen, 2. Teil: „Di qua i grandi del mondo“ 2. Perissone Cambio: „In qual parte del ciel“ zu vier Stimmen, 2. Teil: „Per divina bellezza“ 3. Girolamo Parabosco: „Aspro cor“ zu fünf Stimmen, 2. Teil: „Vivo sol di speranza“ 4. Baldissera Donato: „I vidi in terra“ zu sechs Stimmen, 2. Teil: „Amor, senno, valor“ 5. Baldissera Donato: „Che fai alma“ zu sieben Stimmen |
| 106   | Sebastián Aguilera de Heredia                                                 | 3 Magnificats zu 4, 5 und 8 Stimmen | 1969 |                        | 1. Magnificat quarti toni (SATB) 2. Magnificat septimi toni (SSATB) 3. Magnificat octavi toni (SATB+SATB) |
| 107   | Christoph Bernhard                                                            | Kurzmesse und eine Motette zu fünf Stimmen | 1969 |                        | 1. Missa „Durch Adams Fall“ 2. Motette „Zur selbigen Zeit wird dein Volk erlöset werden“ |
| 108   | Orazio Tiberio Vecchi                                                         | Missa „In resurrectione domini“ zu 8 Stimmen                                                                                                   | 1967 |                        | |
| 109   | Giaches de Wert                                                               | 4 Madrigale und 3 Kanzonetten zu 5 Stimmen | 1970 |                        | 1. „Vaghi boschetti di soavi Allori“ 2. „Ecco ch’ un altra volta“, 2. Teil: „Esse di vero amor“ 3. „Usciva omai“ 4. „Sovente all’ hor“, 2. Teil: „Poscia dicea, piangendo“ 5. „Se partendo da voi“ 6. „J’ai trouvé ce matin“ 7. „Se le stelle cascassero“ |
| 110   | Johannes Nucius (≈1560–1620)                                                  | 4 Motetten zu 5 und 6 Stimmen | 1969 |                        | 1. „Angelus ad pastores ait“ zu fünf Stimmen 2. „Desiderio desideravi“ zu fünf Stimmen 3. „Gaudens gaudebo“ zu fünf Stimmen 4. „Ego sum panis vitae“ zu sechs Stimmen |
| 111   | Verschiedene Komponisten                                                      | 18 weltliche Lieder aus den Drucken Christian Egenolffs zu 3 bis 5 Stimmen                                                                     | 1970 |                        | 1. Anonym: „Entlaubet ist der Walde“ zu 3 Stimmen 2. Hans Heugel: „Entlaubet ist der Walde“ zu 4 Stimmen 3. Anonym: „Ich stund an einem Morgen“ zu 4 Stimmen 4. Hans Fritz: „Ich weiß mir ein feins brauns Meidelein“ zu 4 Stimmen 5. Anonym: „Ich weiß mir ein feins brauns Meidelein“ (I) zu 4 Stimmen 6. Anonym: „Ich weiß mir ein feins brauns Meidelein“ (II) zu 4 Stimmen 7. Anonym: „Ich weiß ein stolze Müllerin“ zu 4 Stimmen 8. Cosmas Alderinus: „Ich weiß ein stolze Müllerin“ zu 4 Stimmen 9. Thomas Sporer: „Ein armer Mann wolt weiben“ zu 4 Stimmen 10. Anonym: „Und wollt ihr hören neue Mär“ zu 4 Stimmen 11. Anonym: „Der Felber sprach“ (3. Strophe von Nr. 10) zu 4 Stimmen 12. Hans Heugel: „Es hätt ein Schwab ein Töchterlin“ zu 4 Stimmen 13. Anonym: „Es hätt ein Schwab ein Töchterlin“ zu 4 Stimmen 14. Sixt Dietrich: „Nur närrisch sein ist mein Manier“ zu 4 Stimmen 15. Anonym: „Nur närrisch sein ist mein Manier“ zu 4 Stimmen 16. Huldreich Brätel: „Ein läppisch Mann“ zu 4 Stimmen 17. Anonym: „Seid ihr der Hustenbüßer“ zu 4 Stimmen 18. Anonym: „Es wollt ein Frau zum Biere gan“ zu 5 Stimmen |
| 112   | Antonio Vivaldi                                                               | 2 Psalmen für 4-stimmigen Chor, Streicher und Generalbaß                                                                                       | 1972 |                        | 1. „Laudate dominum omnes gentes“ 2. „In Exitu Israel“ |
| 113   | Mario Savioni                                                                 | 5 Madrigale zu 5 Stimmen mit Generalbass | 1972 |                        | 1. „Non mi lusingar più“ 2. „Lieta, forte, beata“ 3. „Quel Dio delle vendette“ 4. „All’ hor che ridente“ 5. „Hor dov’ è quel contento“ |
| 114   | Pierre de la Rue                                                              | Missa „L'homme arme“ I zu 4 Stimmen | 1972 |                        | |
| 115   | Marco Antonio Ingegneri                                                       | 7 Madrigale zu 4 bis 6 Stimmen | 1974 |                        | 1. „Da mille gravi affanni“ zu vier Stimmen 2. „Lassa qui sono e’l core“ zu vier Stimmen 3. „Parto e vi lascio il core“ zu vier Stimmen 4. „Lidia miri Narciso“ zu vier Stimmen 5. „Due rose fresche“ zu fünf Stimmen, 2. Teil: „Non vede un simil par d’ amanti“ 6. „La verginella“ zu fünf Stimmen 7. „Mirate occhi mei“ zu sechs Stimmen, 2. Teil: „L’ hora s’appressa“ |
| 116   | Teodoro Casati                                                                | Messa concertata a quattro voci zu 4 Stimmen mit Generalbass                                                                                   | 1972 |                        | |
| 117   | Christian Erbach                                                              | 8 Motetten zu 3 bis 5 Stimmen | 1974 |                        | 1. „O magnum mysterium“ zu fünf Stimmen 2. „Exaltabo te, Domine“ zu vier Stimmen 3. „Ingrediente Domino“ zu vier Stimmen, 2. Teil: „Cumque audissent“ 4. „Confitebor tibi, Domine“ zu fünf Stimmen, 2. Teil: „Quia deus fortitudo“ 5. „Hodie Christus natus est“ zu vier Stimmen 6. „Resonet in laudibus“ zu vier Stimmen 7. „Ingresso Zacharia“ zu vier Stimmen 8. „Ingresso Zacharia“ zu drei Stimmen mit Generalbass |
| 118   | Jiří Rychnovský                                                               | Missa super „Et valde mane“ zu 5 Stimmen | 1973 |                        | |
| 119   | Heinrich Isaac                                                                | 5 Introiten zu 6 Stimmen, Folge 2 | 1973 |                        | (Nr. 1 – 6 = Folge 1 in Heft 81) 7. „Viri Galilaei, quid admiramini“; 2. Teil: „Omnes gentes plaudite manibus“ 8. „Spiritus Domini“, 2. Teil: „Confirma hoc, Deus, quod operatus es“ 9. „Benedicta sit Sancta Trinitas“, 2. Teil: „Benedicamus Patrem“ 10. „Cibavit eos“, 2. Teil: „Exsultate Deo“ 11. „Salve Sancta Parens“, 2. Teil: „Sentiant omnes“ |
| 120   | Heinrich Isaac und andere                                                     | Vier „Staatsmotetten“ des 16. Jahrhunderts zu 4 bis 8 Stimmen                                                                                  | 1977 |                        | 1. Heinrich Isaac: „Optime pastor“ zu 6 Stimmen (Secunda pars: „Vobis religio parque est“) 2. Antoine Bruhier: „Vivite foelices“ zu 4 Stimmen (Secunda pars: „Saepe merum libate“) 3. Jachet di Mantua: „Hesperiae ultimae invicto Regi“ zu 5 Stimmen (Secunda pars: „Philippe, te discendente“) 4. Johannes de Cleve: „Veni, maxime Dux“ zu 8 Stimmen |
| 121   | Thomas Crécquillon und andere                                                 | 4 Motetten zu 5 Stimmen | 1976 |                        | 1. Thomas Crécquillon: „Dirige gressus meos“ (Secunda pars: „Averte oculos meos“) 2. Perissone Cambio: „Obsecro vos, fratres“ 3. Gioseffo Zarlino: „Adiuro vos“ (Secunda pars: „En lectulum Salomonis“) 4. Domenico Maria Ferrabosco: „Usquequo Domine“ (Secunda pars: „Illumina oculos meos“) |
| 122   | Ludovicus Episcopus                                                           | 5 weltliche flämische Lieder zu 3, 5, 6 und 8 Stimmen                                                                                          | 1977 |                        | 1. „O wreede fortuyne“ zu drei Stimmen 2. „Princersselijck greyn“ zu fünf Stimmen 3. „Schoon liefken dael alle mijnen troost aenstaet“ zu sechs Stimmen 4. „Schoon lief, uit charitaten“ zu sechs Stimmen 5. „Ghequetst ben ic van binnen“ zu acht Stimmen |
| 123   | Antoine Busnois                                                               | Missa „O crux lignum“ zu 4 Stimmen | 1978 |                        | |
| 124   | Jean Richafort                                                                | Requiem zu 6 Stimmen | 1976 |                        | |
| 125   | Verschiedene Komponisten                                                      | Tre Madrigali a diversi linguaggi zu 5, 9 und 10 Stimmen                                                                                       | 1975 |                        | 1. Luca Marenzio und Orazio Vecchi: „O Messir, ò Patru“ (1590) zu 9 Stimmen (Secunda parte: „O disgratiao“) 2. Johannes Eccard: „Zanni et Magnifico“ (1589) zu 5 Stimmen (Secunda parte: „O disgratiao“) 3. Michele Varotto: Dialogo a dieci „A segnor hermano“ (1586) zu 10 Stimmen |
| 126   | Verschiedene Komponisten                                                      | 12 Chansons vom Hofe Franz I. zu 4 Stimmen | 1979 |                        | 1. Anonym: „Quand chanteras“ 2. Anonym: „Du temps me deulx“ 3. Anonym: „Si la nature“ 4. François: „Puisque donc ma maîtresse“ 5. Claudin de Sermisy: „Bien heureuse est“ 6. Anonym: „Nulle oraison“ 7. Claudin de Sermisy: „Dites sans peur, Allaire“, 2. Teil: „Pour vous donner“ 8. Claudin de Sermisy: „Dessous le marbre“ 9. Claudin de Sermisy: „Je n’ose être content“, 2. Teil: „Las, que crains-tu“ 10. Clément Janequin: „Je n’ose être content“, 2. Teil: „Las, que crains-tu“ 11. Pierre Vermont: „Les yeux bandés“ 12. Claudin de Sermisy: „Chose commune à tous“ |
| 127   | Antoine Bruhier                                                               | Missa carminum zu 4 Stimmen | 1979 |                        | |
| 128   | Homer Herpol                                                                  | Pfingst-Officium und 2 Marien-Antiphone zu 4 Stimmen                                                                                           | 1978 |                        | 1. Officium in die Sancto Pentecostes 2. „Regina caeli laetare“ 3. „Salve Regina“ |
| 129   | Claude Goudimel und Jacobus Arcadelt                                          | Claude Goudimel: Messe zu 4 Stimmen, Jacobus Arcadelt: Chanson zu 4 Stimmen                                                                    | 1979 |                        | 1. Claude Goudimel: Missa „Le bien que j'ay“ zu 4 Stimmen 2. Jacobus Arcadelt: Chanson „Le bien que j’ay“ zu 4 Stimmen |
| 130   | Johann Stadlmayr (um 1575–1648)                                               | 2 Parodie-Magnificats mit ihren Vorlagen und ein Magnificat, zu 5,6 und 8 Stimmen                                                              | 1980 |                        | 1. Johann Stadlmayr: Magnificat super „Hor che soave l’ aura“ zu fünf Stimmen 2. Allessandro Orologio: Madrigal „Hor che soave l’ aura“ zu fünf Stimmen 3. Johann Stadlmayr: Magnificat super „Leggiandre Ninfe“ zu sechs Stimmen 4. Luca Marenzio: „Leggiandre Ninfe“ zu sechs Stimmen 5. Johann Stadlmayr: Magnificat zu acht Stimmen |
| 131   | André Pevernage                                                               | 7 Chansons zu 5 bis 7 Stimmen | 1981 |                        | 1. „Susann un jour“ zu fünf Stimmen 2. „Resveillez vous“ zu fünf Stimmen 3. „Secoure moy, ma dame“ zu fünf Stimmen 4. „Comme le Chasseur“ zu fünf Stimmen 5. „Les oyseaux cherchent“ zu fünf Stimmen 6. „Douce liberté desirée“ zu sechs Stimmen 7. „Le Rossignol plaisant et gracieux“ zu sieben Stimmen |
| 132   | Verschiedene englische Komponisten                                            | 9 Englische Madrigale zu 5 bis 6 Stimmen | 1982 |                        | 1. John Bennet: „All creatures now“ (SSATB) 2. Orlando Gibbons: „What is your life?“ (SSATB) 3. Thomas Morley: „No no Nigella“ (SSATB) 4. Thomas Tomkins: „The fauns and Satyrs tripping“ (SSATB) 5. Thomas Vautor: „Mother, I will have a husband“ (SSATB) 6. Thomas Weelkes: „O Care, thou wilt despatch me“ (SATTB) 7. Thomas Weelkes: „Like two proud Armies“ (SSATBB) 8. John Wilbye: „Oft have I vowed“ (SSATB) 9. John Wilbye: „Draw on, sweet night“ (SSATTB) |
| 133   | Johann Valentin Meder                                                         | Oratorische Passion nach Matthäus für Solostimmen, 5-stimmigen Chor und Instrumente                                                            | 1985 |                        | |
| 134   | Johann Caspar Ferdinand Fischer                                               | 2 Messen zu je 4 Stimmen mit Generalbass | 1983 |                        | 1. Missa „Nun komm, der Heiden Heiland“ 2. „Missa in contrapuncto a 4 vocibus realissime deducta“ |
| 135   | John Wood                                                                     | Sämtliche lateinischen Kirchenkompositionen zu 3 bis 5 Stimmen                                                                                 | 1996 |                        | 1. „Exurge Domine“ zu drei Stimmen 2. „Esto pater“ zu drei Stimmen 3. „In domo tua“ zu fünf Stimmen 4. „Effunde queso“ zu vier Stimmen 5. „Ecclesia tua“ zu fünf Stimmen 6. „Perfide illud“ zu drei Stimmen 7. „Verbi tui“ zu drei Stimmen 8. „O gloriosissime“ zu fünf Stimmen 9. „Igitur o Jesu“ zu drei Stimmen |
| 136   | Gasparo Alberti                                                               | 2 doppelchörige Magnificats zu 8 Stimmen | 1983 |                        | 1. Magnificat Octavi Toni 2. Magnificat Sexti Toni |
| 137   | Hans Christoph Haiden (1572–1617)                                             | 18 weltliche Lieder |      |                        | (wird nicht veröffentlicht) |
| 138   | Jean de Macque                                                                | 7 Madrigale zu 5 und 6 Stimmen | 1987 |                        | 1. „Viv’ oriente mio!“ zu fünf Stimmen 2. „La mia leggiadra Clori“ zu fünf Stimmen 3. „Goditi pur, novo Terren, quel lauro“ zu fünf Stimmen 4. „Io vidi Amor, con pargoletta mano“ zu sechs Stimmen 5. „Ne i vostri dolci baci“ zu fünf Stimmen 6. „Vaghe Ninfe selvagge“ zu sechs Stimmen 7. „Chi vuol veder un’ Sole“ zu fünf Stimmen |
| 139   | Christopher Tye                                                               | Peterhouse-Messe zu 5 Stimmen | 1987 |                        | |
| 140   | Melchior Franck                                                               | 8 lateinische Motetten aus Viridarium Musicum zu 5, 6, 8 und 9 Stimmen                                                                         | 1993 |                        | 1. „Unam petii a Domino“ zu fünf Stimmen 2. „Deduc me, Domine“ zu fünf Stimmen 3. „Peccavimus impie egimus“ zu fünf Stimmen 4. „Haec est vita aeterna“ zu fünf Stimmen 5. „Morti tuae tam amarae“ zu sechs Stimmen 6. „Da pacem, Domine“ zu acht Stimmen 7. „Ascendo ad patrem meum“ zu acht Stimmen 8. „Gloria Patri, qui creavit nos“ zu neun Stimmen |
| 141   | Conrad Rein (1475–1522)                                                       | Missa super „Accessit“ und zwei Psalm-Motetten zu 4 bis 5 Stimmen                                                                              | 1990 |                        | 1. Missa super „Accessit“ zu fünf Stimmen 2. „Inclina Domine“ (Psalm 85) zu vier Stimmen 3. „Confitemini Domino“ (Psalm 135) zu vier Stimmen |
| 142   | Alfonso della Viola                                                           | 6 Petrarca-Madrigale zu 4 Stimmen | 1990 |                        | 1. „Amor, quando fioriva“ 2. „Si traviato è’ folle mio desio“ 3. „S’ amor non è“, 2. Teil: „S’a mia voglia“ 4. „Hor vedi, Amor“ 5. „Amor, che vedi ogni pensiero aperto“, 2. Teil: „Ben veggio di lontano“ 6. „Lasso, che mal accorto“ |
| 143   | Philipp Dulichius (1562–1631)                                                 | 6 Motetten zu 5 bis 8 Stimmen | 2002 |                        | 1. „Anni nostri sicut aranea“ zu fünf Stimmen 2. „Enge serve bone“ zu fünf Stimmen 3. „Nun bitten wir den Heiligen Geist“ zu sechs Stimmen 4. „Deus noster refugium et virtus“ zu sieben Stimmen 5. „Convertere, domine“ zu acht Stimmen 6. „Lobet den Herren, alle Heiden“ zu acht Stimmen |
| 144   | Antoine de Longueval                                                          | Passionsmusik | 2006 |                        | „Passio Domini Nostri Jesu Christi“ zu vier Stimmen |